# Ánima Estudios

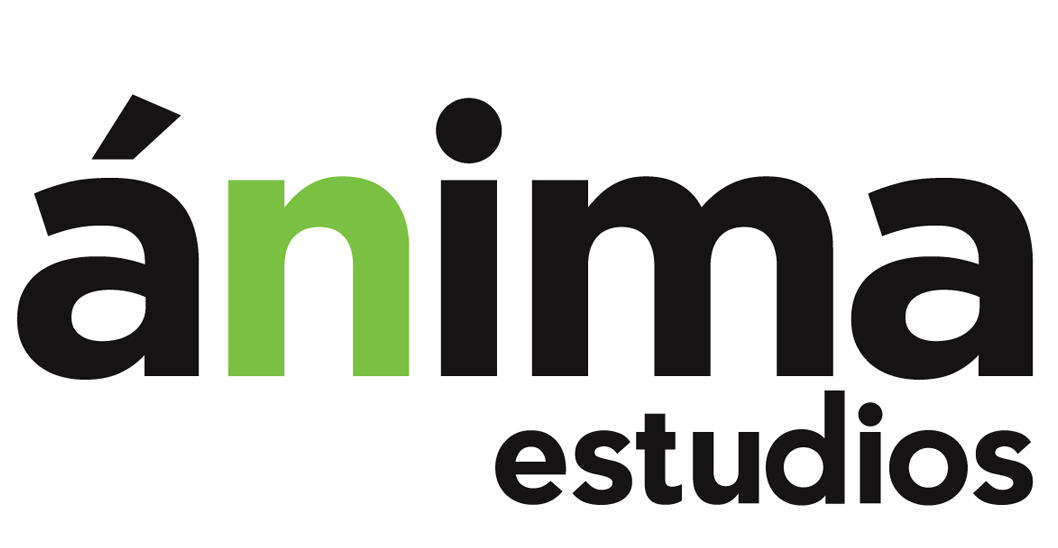

Ánima Estudios é um estúdio de animação fundado em 2002 no México, sendo considerado um dos mais importantes da América Latina.[carece de fontes?]

## Desenhos animados para TV
- Chaves em desenho animado (2006-2014)
- Desencantados (2012-2014)
- Chapolin em desenho animado (2015-2017)
- Porco Cabra Banana Grilo[1] (2015-presente)
- PINY (2016-2017)
- As Lendas[2] (2017)
- Cleo y Cuquín (Familia Telerín)[3] (2018-presente)
- Space Chickens In Space[4] (2018-2019)
- Condorito[5][6] (TBA)
- El Santos (TBA)
- Cuquin (2023)

### Mini-séries
- Cascaritos
- Espinito
- Poncho Balón
- Bugsted
- Code Lyoko

## Filmes
- Magos e Gigantes - 2003
- Invasão Alienígena - 2005
- O Agente 00P2 (El Agente 00P2) - 2009
- AAA Sin Límite en el Tiempo, la película - 2010
- Manda-Chuva - O Filme - 2011
- A Lenda da Chorona (La Leyenda De La Llorona) - 2011
- Gaturro, o Filme (Gaturro la Película) - 2012
- El Santos vs. La Tetona Mendoza - 2012
- La Leyenda de las Momias de Guanajuato - 2014
- Guardianes de Oz - 2015
- Don Gato: El Inicio de la Pandilla - 2015
- La Leyenda del Chupacabras (2016)
- Isla Calaca (2017)
- La Leyenda del Charro Negro (2018)
- Ahí viene Cascarrabias (2018)
- Ana y Bruno (2018)
- Scary Show (2019)

### Lançados em vídeo
- A Martian Christmas 2009
- Trepsi, Nuny y Wicho - Los Amigos de Trepsi 2009
- Kung Fu Magoo 2010
- Trepsi, Nuny y Wicho - Arriba y Abajo 2012